# 維也納迅速體育會
維也納迅速體育會（德語：SK Rapid Wien）是一間位於奧地利首都維也納的體育會，成立於1898年，是奧地利最成功的足球俱樂部之一。
球隊因其球衣顏色而被稱為「綠白軍團」（Die Grün-Weißen），另一個別名「许特尔多夫人」（Hütteldorfer）則來自其主場安聯球場所在的維也納许特尔多夫地區。

## 球會歷史
維也納迅速創立於1898年，初期俱樂部名稱為「維也納第一工人足球俱樂部」（Erster Wiener Arbeiter-Fusball-Club）。當時的球衣顏色是紅色和藍色，這個配色沿用至現在的客場球衣。俱樂部於1899年1月8日起改名為「維也納迅速」（Sportklub Rapid Wien），這個名字來源於當時的另一支俱樂部北威丁迅速。1904年，俱樂部將球衣顏色更改為綠色和白色。1911–12賽季，俱樂部贏得了首屆奧地利足球錦標賽冠軍，獲得奧地利足球冠軍稱號，並在次年成功衛冕。
維也納迅速是歐洲早期最成功的俱樂部之一。在兩次世界大戰之間，奧地利足球在歐洲大陸處於領先地位，其中維也納迅速長期居於霸主地位。1938年德奧合併後，維也納迅速與其他奧地利球隊一起參與納粹德國的「東部邊疆大區聯賽」（Gauliga Ostmark），主要對手有第一維也納及艾特米拿。同年他們打入了恰默盃（Tschammerpokal，即現今德國盃前身）決賽，以3–1戰勝了FSV法蘭克福奪冠。1941年，維也納迅速在大區聯賽再次奪冠，繼而於德國足球錦標賽決賽中擊敗當時的班霸史浩克零四，在該場決賽中史浩克零四一度取得3–0的領先，但維也納迅速最終以4–3反敗為勝。
在俱樂部成立之初，維也納迅速的球迷協定在每場比賽的最後15分鐘，不論是主場或是作客、領先還先落後，他們都會有節奏地拍掌以示對俱樂部的支持，第一個發起者可以追溯到1913年。1919年，一份報章刊登了球迷們這熱情的做法。在接下來的十年裏，維也納迅速有不少例子證明，球隊在一些看似絕望的比賽中沒有放棄，由於球迷們的全力支持，而往往能在完場前一刻取勝。
二战后，奥地利恢复独立，维也纳迅速继续参加奥地利顶级联赛。1954–55赛季，球队夺得联赛冠军，由此获得首届欧洲冠军杯参赛资格。球队在首轮以主场6–1、客场1–0淘汰埃因霍温晋级，在次轮以主场1–1、客场2–7负于AC米兰，止步四分之一决赛。
1960–61赛季，球队打入歐洲冠軍盃半决赛，这是他们在欧洲冠军杯的最好成绩。最终他们被本菲卡以4–1淘汰。
维也纳迅速在欧洲赛事中的最好成绩是两次打入欧洲优胜者杯决赛。1984–85年歐洲盃賽冠軍盃，他们在决赛中以3–1负于埃弗顿。1995–96年歐洲盃賽冠軍盃，他们在决赛中以0-1不敌巴黎圣日耳曼。

## 主場球場
1977年至2014年間，維也納迅速的主場球場是加克夏立比球場，位於维也纳第十四區许特尔多夫地區。
2014年6月，俱樂部宣佈將拆除加克夏立比球場並建造一座新球場。在施工期間，球隊在恩斯特·哈佩尔球场進行比賽。
2016年7月16日，在加克夏立比球場原址上落成的安聯球場正式揭幕，揭幕戰是維也納迅速與切爾西的季前友誼賽，最終維也納迅速以2–0獲勝。

## 球會榮譽
維也納迅速是奧地利的冠軍紀錄保持者，先後獲得32次奧地利足球冠軍。但其他俱樂部的支持者皆不承認其中16次的冠軍，因為當時並未設立一個有系統性的全國聯賽，參賽球隊全部來自維也納，不足以代表全國。
| 榮譽                   | 次數        | 年度 |             |             |             |
| 本 土 榮 譽            | 本 土 榮 譽 | 本 土 榮 譽 | 本 土 榮 譽 | 本 土 榮 譽 | 本 土 榮 譽 |
| ---------------------- | ----------- | --- | ----------- | ----------- | ----------- |
| 奧地利足球超級聯賽冠軍 | 32          | 1912, 1913, 1916, 1917, 1919, 1920, 1921, 1923, 1929, 1930, 1935, 1938, 1940, 1941, 1946, 1948, 1951, 1952, 1954, 1956, 1957, 1960, 1964, 1967, 1968, 1982, 1983, 1987, 1988, 1996, 2005, 2008 |             |             |             |
| 奧地利盃冠軍           | 14          | 1919, 1920, 1927, 1946, 1961, 1968, 1969, 1972, 1976, 1983, 1984, 1985, 1987, 1995 |             |             |             |
| 奧地利超級盃冠軍       | 3           | 1986, 1987, 1988 |             |             |             |
| 德國聯賽冠軍           | 1           | 1941 |             |             |             |
| 德國盃冠軍             | 1           | 1938 |             |             |             |
| 歐 洲 榮 譽            |             | |             |             |             |
| 米杜柏盃冠軍           | 2           | 1930, 1951 |             |             |             |
| 歐洲盃賽冠軍盃亞軍     | 2           | 1985, 1996 |             |             |             |